# Lista siturilor arheologice din județul Sălaj - M
Lista siturilor arheologice din județul Sălaj - M conține toate siturile arheologice din județul Sălaj înscrise în Repertoriul Arheologic Național (RAN) și aflate în localități al căror nume începe cu litera M. RAN este administrat de Ministerul Culturii și Patrimoniului Național și cuprinde date științifice, cartografice, topografice, imagini și planuri, precum și orice alte informații privitoare la zonele cu potențial arheologic, studiate sau nu, încă existente sau dispărute.
Puteți căuta un sit din localitățile care încep cu litera M folosind formularul de mai jos sau puteți naviga prin toate siturile din județ la Lista siturilor arheologice din județul Sălaj.
| Cod RAN                                    | Denumire | Localitate                                    | Adresă                                                                | Datare                              | Descoperit | Coordonate                                              | Imagine           | Erori            |
| ------------------------------------------ | --- | --------------------------------------------- | --------------------------------------------------------------------- | ----------------------------------- | ---------- | ------------------------------------------------------- | ----------------- | ---------------- |
| 142159.01.01 (Cod LMI: SJ-I-m-A-04909.03)  | Situl arheologic roman de la Moigrad-Porolissum - Dealul Pomet / ansamblu Orașul roman Porolissum [Municipium Septimium Porolissensium] (Categorie: locuire) (Tip: așezare urbană)            | sat Moigrad-Porolissum, comuna Mirșid         | Dealul Pomet                                                          |                                     |            | 47°10′50″N 23°13′25″E / 47.18056°N 23.22361°E           | Încărcați imagine | Raportați eroare |
| 142159.01.01 (Cod LMI: SJ-I-m-A-04909.03)  | Situl arheologic roman de la Moigrad-Porolissum - Dealul Pomet / ansamblu Orașul roman Porolissum [Municipium Septimium Porolissensium] / complex anonim (Categorie: locuire) (Tip: locuință) | sat Moigrad-Porolissum, comuna Mirșid         | Dealul Pomet                                                          | sec. II - IV                        |            | 47°10′50″N 23°13′25″E / 47.18056°N 23.22361°E           | Încărcați imagine | Raportați eroare |
| 142159.01.01 (Cod LMI: SJ-I-m-A-04909.03)  | Situl arheologic roman de la Moigrad-Porolissum - Dealul Pomet / ansamblu Orașul roman Porolissum [Municipium Septimium Porolissensium] / complex anonim (Categorie: locuire) (Tip: locuință) | sat Moigrad-Porolissum, comuna Mirșid         | Dealul Pomet                                                          | sec. II - IV                        |            | 47°10′50″N 23°13′25″E / 47.18056°N 23.22361°E           | Încărcați imagine | Raportați eroare |
| 142159.01.01 (Cod LMI: SJ-I-m-A-04909.03)  | Situl arheologic roman de la Moigrad-Porolissum - Dealul Pomet / ansamblu Orașul roman Porolissum [Municipium Septimium Porolissensium] / complex anonim (Categorie: locuire) (Tip: locuință) | sat Moigrad-Porolissum, comuna Mirșid         | Dealul Pomet                                                          | sec. II - IV                        |            | 47°10′50″N 23°13′25″E / 47.18056°N 23.22361°E           | Încărcați imagine | Raportați eroare |
| 142159.01.02 (Cod LMI: SJ-I-m-A-04909.10)  | Situl arheologic roman de la Moigrad-Porolissum - Dealul Pomet / ansamblu anonim (Categorie: locuire) (Tip: construcții)                                                                      | sat Moigrad-Porolissum, comuna Mirșid         | Dealul Pomet                                                          | sec. II - IV                        |            | 47°10′50″N 23°13′25″E / 47.18056°N 23.22361°E           | Încărcați imagine | Raportați eroare |
| 142159.01.03 (Cod LMI: SJ-I-m-A-04909.11)  | Situl arheologic roman de la Moigrad-Porolissum - Dealul Pomet / ansamblu anonim (Categorie: locuire) (Tip: construcții)                                                                      | sat Moigrad-Porolissum, comuna Mirșid         | Dealul Pomet                                                          | sec. II - IV                        |            | 47°10′50″N 23°13′25″E / 47.18056°N 23.22361°E           | Încărcați imagine | Raportați eroare |
| 142159.01.04 (Cod LMI: SJ-I-m-A-04909.12)  | Situl arheologic roman de la Moigrad-Porolissum - Dealul Pomet / ansamblu anonim (Categorie: locuire) (Tip: Vamă)                                                                             | sat Moigrad-Porolissum, comuna Mirșid         | Dealul Pomet                                                          | sec. II - III                       |            | 47°10′50″N 23°13′25″E / 47.18056°N 23.22361°E           | Încărcați imagine | Raportați eroare |
| 142159.01.05 (Cod LMI: SJ-I-m-A-04909.13)  | Situl arheologic roman de la Moigrad-Porolissum - Dealul Pomet / ansamblu anonim (Categorie: locuire) (Tip: Drum)                                                                             | sat Moigrad-Porolissum, comuna Mirșid         | Dealul Pomet                                                          | sec. II - IV                        |            | 47°10′50″N 23°13′25″E / 47.18056°N 23.22361°E           | Încărcați imagine | Raportați eroare |
| 142159.01.06 (Cod LMI: SJ-I-s-A-04909)     | Situl arheologic roman de la Moigrad-Porolissum - Dealul Pomet / ansamblu anonim (Categorie: locuire) (Tip: Castru)                                                                           | sat Moigrad-Porolissum, comuna Mirșid         | Dealul Pomet                                                          | romană                              |            | 47°10′50″N 23°13′25″E / 47.18056°N 23.22361°E           | Încărcați imagine | Raportați eroare |
| 142159.01.07 (Cod LMI: SJ-I-s-A-04909)     | Situl arheologic roman de la Moigrad-Porolissum - Dealul Pomet / ansamblu anonim (Categorie: locuire) (Tip: amfiteatru)                                                                       | sat Moigrad-Porolissum, comuna Mirșid         | Dealul Pomet                                                          | romană                              |            | 47°10′50″N 23°13′25″E / 47.18056°N 23.22361°E           | Încărcați imagine | Raportați eroare |
| 142131.01.01 (Cod LMI: SJ-I-m-B-04920.01)  | Situl arheologic de la Mirșid - "Fântâna Albă" / ansamblu anonim (Categorie: locuire) (Tip: Așezare)                                                                                          | sat Mirșid, comuna Mirșid                     | Fântâna Albă                                                          | geto-dacică sec.II-III              | 1979       | 47°15′00″N 23°07′00″E / 47.25°N 23.11667°E              | Încărcați imagine | Raportați eroare |
| 142131.01.02 (Cod LMI: SJ-I-m-B-04920.01)  | Situl arheologic de la Mirșid - "Fântâna Albă" / ansamblu anonim (Categorie: locuire) (Tip: Așezare)                                                                                          | sat Mirșid, comuna Mirșid                     | Fântâna Albă                                                          | sec.VII-VIII                        | 1979       | 47°15′00″N 23°07′00″E / 47.25°N 23.11667°E              | Încărcați imagine | Raportați eroare |
| 142131.01.03 (Cod LMI: SJ-I-m-B-04920.01)  | Situl arheologic de la Mirșid - "Fântâna Albă" / ansamblu anonim (Categorie: locuire) (Tip: Așezare)                                                                                          | sat Mirșid, comuna Mirșid                     | Fântâna Albă                                                          | sec. III-II a.Chr.                  | 1979       | 47°15′00″N 23°07′00″E / 47.25°N 23.11667°E              | Încărcați imagine | Raportați eroare |
| 142131.01.04 (Cod LMI: SJ-I-m-B-04920.02)  | Situl arheologic de la Mirșid - "Fântâna Albă" / ansamblu anonim (Categorie: locuire) (Tip: Val)                                                                                              | sat Mirșid, comuna Mirșid                     | Fântâna Albă                                                          | sec. II - III                       | 1979       | 47°15′00″N 23°07′00″E / 47.25°N 23.11667°E              | Încărcați imagine | Raportați eroare |
| 142131.01.05 (Cod LMI: SJ-I-s-B-04920)     | Situl arheologic de la Mirșid - "Fântâna Albă" / ansamblu anonim (Categorie: locuire) (Tip: Așezare)                                                                                          | sat Mirșid, comuna Mirșid                     | Fântâna Albă                                                          | sec. IV                             | 1979       | 47°15′00″N 23°07′00″E / 47.25°N 23.11667°E              | Încărcați imagine | Raportați eroare |
| 142131.01 (Cod LMI: SJ-I-s-B-04920)        | Situl arheologic de la Mirșid - "Fântâna Albă" / ansamblu anonim (Categorie: locuire) | sat Mirșid, comuna Mirșid                     | Fântâna Albă                                                          |                                     | 1979       | 47°15′00″N 23°07′00″E / 47.25°N 23.11667°E              | Încărcați imagine | Raportați eroare |
| 140654.01.01                               | Așezarea neolitică de la Marin - "Lab" / ansamblu anonim (Categorie: locuire civilă) (Tip: Așezare)                                                                                           | sat Marin, comuna Crasna                      | Lab                                                                   |                                     | 1999       | 47°09′00″N 22°13′00″E / 47.15°N 22.21667°E              | Încărcați imagine | Raportați eroare |
| 141955.02.01 (Cod LMI: SJ-I-s-A-04917)     | Fortificația Latene de la Marca - "Cetate" / ansamblu anonim (Categorie: locuire) (Tip: Fortificație)                                                                                         | sat Marca, comuna Marca                       | Cetate                                                                | geto-dacică sec. I aChr. - I p. Chr | 1972       |                                                         | Încărcați imagine | Raportați eroare |
| 141955.02.02 (Cod LMI: SJ-I-s-A-04917)     | Fortificația Latene de la Marca - "Cetate" / ansamblu anonim (Categorie: locuire) (Tip: Fortificație cu incintă)                                                                              | sat Marca, comuna Marca                       | Cetate                                                                | sec. XI-XV                          | 1972       |                                                         | Încărcați imagine | Raportați eroare |
| 142113.01.01 (Cod LMI: SJ-I-m-B-04918.02)  | Situl arheologic de la Meseșenii de Sus - "Osoiul Măcăului" / ansamblu anonim (Categorie: locuire civilă) (Tip: Așezare fortificată)                                                          | sat Meseșenii de Sus, comuna Meseșenii de Jos | Osoiul Măcăului                                                       | Coțofeni                            |            |                                                         | Încărcați imagine | Raportați eroare |
| 142113.01.02 (Cod LMI: SJ-I-m-B-04918.02)  | Situl arheologic de la Meseșenii de Sus - "Osoiul Măcăului" / ansamblu anonim (Categorie: locuire civilă) (Tip: Așezare fortificată)                                                          | sat Meseșenii de Sus, comuna Meseșenii de Jos | Osoiul Măcăului                                                       | Wietenberg                          |            |                                                         | Încărcați imagine | Raportați eroare |
| 142113.01.04 (Cod LMI: SJ-I-m-B-04918.01)  | Situl arheologic de la Meseșenii de Sus - "Osoiul Măcăului" / ansamblu anonim (Categorie: locuire civilă) (Tip: Așezare)                                                                      | sat Meseșenii de Sus, comuna Meseșenii de Jos | Osoiul Măcăului                                                       | geto-dacică                         |            |                                                         | Încărcați imagine | Raportați eroare |
| 142113.02.01 (Cod LMI: SJ-I-m-B-04919.01)  | Turnul roman de la Meseșenii de Sus - "Groapa Mare" / ansamblu anonim (Categorie: fortificație) (Tip: Turn)                                                                                   | sat Meseșenii de Sus, comuna Meseșenii de Jos | Groapa Mare                                                           | romană sec. II - III                |            |                                                         | Încărcați imagine | Raportați eroare |
| 142113.03.01 (Cod LMI: SJ-I-m-B-04919.02)  | Turnul roman de la Meseșenii de Sus -"Sub groapa muierii" / ansamblu anonim (Categorie: fortificație) (Tip: Turn)                                                                             | sat Meseșenii de Sus, comuna Meseșenii de Jos | Sub groapa muierii                                                    | romană sec. II - III                |            |                                                         | Încărcați imagine | Raportați eroare |
| 142113.04.01 (Cod LMI: SJ-I-m-B-04919.03)  | Turnul roman de la Meseșenii de Sus - "Coasta Lată" / ansamblu anonim (Categorie: fortificație) (Tip: Turn)                                                                                   | sat Meseșenii de Sus, comuna Meseșenii de Jos | Coasta Lată                                                           | romană sec. II - III                |            | 47°04′01″N 23°06′03″E / 47.0669444444°N 23.1008333333°E | Încărcați imagine | Raportați eroare |
| 140798.01.01 (Cod LMI: SJ-I-s-B-04922)     | Așezarea din epoca bronzului de la Muncel / ansamblu anonim (Categorie: locuire civilă) (Tip: Așezare)                                                                                        | sat Muncel, comuna Cristolț                   |                                                                       | Lăpuș                               |            |                                                         | Încărcați imagine | Raportați eroare |
| 142159.03.01 (Cod LMI: SJ-I-m-A-04921.03)  | Situl arheologic de la Moigrad-Porolissum - Măgura Moigradului / ansamblu anonim (Categorie: locuire) (Tip: Așezare fortificată)                                                              | sat Moigrad-Porolissum, comuna Mirșid         | Măgura Moigradului                                                    | geto-dacică                         |            | 47°10′50″N 23°13′25″E / 47.18056°N 23.22361°E           | Încărcați imagine | Raportați eroare |
| 142159.03.02 (Cod LMI: SJ-I-m-A-04921.01)  | Situl arheologic de la Moigrad-Porolissum - Măgura Moigradului / ansamblu anonim (Categorie: locuire) (Tip: Fortificație)                                                                     | sat Moigrad-Porolissum, comuna Mirșid         | Măgura Moigradului                                                    | sec. XI - XIV                       |            | 47°10′50″N 23°13′25″E / 47.18056°N 23.22361°E           | Încărcați imagine | Raportați eroare |
| 142159.03.03 (Cod LMI: SJ-I-s-A-04921)     | Situl arheologic de la Moigrad-Porolissum - Măgura Moigradului / ansamblu anonim (Categorie: locuire) (Tip: Fortificație)                                                                     | sat Moigrad-Porolissum, comuna Mirșid         | Măgura Moigradului                                                    | sec. II - III                       |            | 47°10′50″N 23°13′25″E / 47.18056°N 23.22361°E           | Încărcați imagine | Raportați eroare |
| 142159.03.04 (Cod LMI: SJ-I-m-A-04921.04)  | Situl arheologic de la Moigrad-Porolissum - Măgura Moigradului / ansamblu anonim (Categorie: locuire) (Tip: complex de cult)                                                                  | sat Moigrad-Porolissum, comuna Mirșid         | Măgura Moigradului                                                    |                                     |            | 47°10′50″N 23°13′25″E / 47.18056°N 23.22361°E           | Încărcați imagine | Raportați eroare |
| 142159.03.05 (Cod LMI: SJ-I-s-A-04921)     | Situl arheologic de la Moigrad-Porolissum - Măgura Moigradului / ansamblu anonim (Categorie: locuire) (Tip: Așezare)                                                                          | sat Moigrad-Porolissum, comuna Mirșid         | Măgura Moigradului                                                    | Coțofeni                            |            | 47°10′50″N 23°13′25″E / 47.18056°N 23.22361°E           | Încărcați imagine | Raportați eroare |
| 142159.03.06 (Cod LMI: SJ-I-s-A-04921)     | Situl arheologic de la Moigrad-Porolissum - Măgura Moigradului / ansamblu anonim (Categorie: locuire) (Tip: Așezare)                                                                          | sat Moigrad-Porolissum, comuna Mirșid         | Măgura Moigradului                                                    | Wietenberg                          |            | 47°10′50″N 23°13′25″E / 47.18056°N 23.22361°E           | Încărcați imagine | Raportați eroare |
| 142159.03.07 (Cod LMI: SJ-I-s-A-04921)     | Situl arheologic de la Moigrad-Porolissum - Măgura Moigradului / ansamblu anonim (Categorie: locuire) (Tip: Așezare)                                                                          | sat Moigrad-Porolissum, comuna Mirșid         | Măgura Moigradului                                                    |                                     |            | 47°10′50″N 23°13′25″E / 47.18056°N 23.22361°E           | Încărcați imagine | Raportați eroare |
| 142113.05.01 (Cod LMI: SJ-I-m-B-04919.04)  | Turnul roman de la Meseșenii de Sus - "Osoiul Ciontului" / ansamblu anonim (Categorie: fortificație) (Tip: Turn)                                                                              | sat Meseșenii de Sus, comuna Meseșenii de Jos | Osoiul Ciontului                                                      | romană sec. II - III                |            |                                                         | Încărcați imagine | Raportați eroare |
| 142015.01                                  | Topor neolitic la Măeriște - "Valea Somoșa" (Categorie: descoperire izolată) (Tip: obiect izolat)                                                                                             | sat Măeriște, comuna Măeriște                 | Valea Somoșa                                                          |                                     |            |                                                         | Încărcați imagine | Raportați eroare |
| 142088.01                                  | Topor eneolitic din cupru de la Meseșenii de Jos- proprietatea Nagy Domokos (Categorie: descoperire izolată) (Tip: obiect izolat)                                                             | sat Meseșenii de Jos, comuna Meseșenii de Jos | proprietatea Nagy Domokos                                             |                                     |            |                                                         | Încărcați imagine | Raportați eroare |
| 142113.06.01                               | Așezarea neolitică de la Meseșenii de Sus- Valea Drăgoșeștilor / ansamblu anonim (Categorie: locuire civilă) (Tip: Așezare)                                                                   | sat Meseșenii de Sus, comuna Meseșenii de Jos | Valea Drăgoșeștilor                                                   | Starčevo - Criș                     |            |                                                         | Încărcați imagine | Raportați eroare |
| 142596.01.01 (Cod LMI: SJ-II-m-A-05083.01) | Biserica medievală de la Mineu / ansamblu anonim (Categorie: structură de cult/religioasă) (Tip: Biserică)                                                                                    | sat Mineu, comuna Sălățig                     | 134                                                                   | 1514; transformări în sec. XVIII    |            |                                                         | Încărcați imagine | Raportați eroare |
| 142596.01.01 (Cod LMI: SJ-II-m-A-05083.01) | Biserica medievală de la Mineu / complex anonim (Categorie: structură de cult/religioasă) (Tip: clopotniță de lemn)                                                                           | sat Mineu, comuna Sălățig                     | 134                                                                   | sec. XVI                            |            |                                                         | Încărcați imagine | Raportați eroare |
| 142596.01.02 (Cod LMI: SJ-II-a-A-05083)    | Biserica medievală de la Mineu / ansamblu anonim (Categorie: structură de cult/religioasă) (Tip: Clopotniță)                                                                                  | sat Mineu, comuna Sălățig                     | 134                                                                   | sec. XVIII                          |            |                                                         | Încărcați imagine | Raportați eroare |
| 141955.06.01                               | Situl arheologic de la Marca - Primăria Nouă / ansamblu anonim (Categorie: locuire) (Tip: Așezare)                                                                                            | sat Marca, comuna Marca                       | Nr. 106, 134, 137, punct Primăria Nouă                                | Pișcolt                             |            | 47°12′59″N 22°33′07″E / 47.21639°N 22.55194°E           | Încărcați imagine | Raportați eroare |
| 141955.06.02                               | Situl arheologic de la Marca - Primăria Nouă / ansamblu anonim (Categorie: locuire) (Tip: Așezare)                                                                                            | sat Marca, comuna Marca                       | Nr. 106, 134, 137, punct Primăria Nouă                                | grupul cultural Cehăluț             |            | 47°12′59″N 22°33′07″E / 47.21639°N 22.55194°E           | Încărcați imagine | Raportați eroare |
| 141955.06.04                               | Situl arheologic de la Marca - Primăria Nouă / ansamblu anonim (Categorie: locuire) (Tip: Așezare)                                                                                            | sat Marca, comuna Marca                       | Nr. 106, 134, 137, punct Primăria Nouă                                | sec. VII-IX                         |            | 47°12′59″N 22°33′07″E / 47.21639°N 22.55194°E           | Încărcați imagine | Raportați eroare |
| 141955.06.03                               | Situl arheologic de la Marca - Primăria Nouă / ansamblu anonim (Categorie: locuire) (Tip: așezare)                                                                                            | sat Marca, comuna Marca                       | Nr. 106, 134, 137, punct Primăria Nouă                                | Tiszapolgar                         |            | 47°12′59″N 22°33′07″E / 47.21639°N 22.55194°E           | Încărcați imagine | Raportați eroare |
| 141955.06.05                               | Situl arheologic de la Marca - Primăria Nouă / ansamblu anonim (Categorie: locuire) (Tip: Așezare)                                                                                            | sat Marca, comuna Marca                       | Nr. 106, 134, 137, punct Primăria Nouă                                | sec. XI - XIII                      |            | 47°12′59″N 22°33′07″E / 47.21639°N 22.55194°E           | Încărcați imagine | Raportați eroare |
| 142159.04.01                               | Situl arheologic de la Moigrad-Porolisum-Sub Ferice/Drumul Vacilor / ansamblu anonim (Categorie: locuire civilă) (Tip: Așezare)                                                               | sat Moigrad-Porolissum, comuna Mirșid         | Sub Ferice/Drumul Vacilor                                             |                                     |            |                                                         | Încărcați imagine | Raportați eroare |
| 141955.09.01                               | Husău (Autostrada Transilvania, tronson 3 C, km. 2+870-3+050) / ansamblu anonim (Categorie: locuire) (Tip: așezare)                                                                           | sat Marca, comuna Marca                       | Husău (Autostrada Transilvania, tronson 3 C, km. 2+870-3+050)         |                                     | 2003       | 47°13′30″N 22°33′51″E / 47.225°N 22.56417°E             | Încărcați imagine | Raportați eroare |
| 141955.07.01                               | Situl arheologic de la Marca-Sfărăuaș I (Autostrada Transilvania, tronson 3C, km. 4+050 - 4+250) / ansamblu anonim (Categorie: locuire) (Tip: așezare)                                        | sat Marca, comuna Marca                       | Sfărăuaș I (Autostrada Transilvania, tronson 3C, km. 4+050 - 4+250)   |                                     |            |                                                         | Încărcați imagine | Raportați eroare |
| 141955.07.02                               | Situl arheologic de la Marca-Sfărăuaș I (Autostrada Transilvania, tronson 3C, km. 4+050 - 4+250) / ansamblu anonim (Categorie: locuire) (Tip: așezare)                                        | sat Marca, comuna Marca                       | Sfărăuaș I (Autostrada Transilvania, tronson 3C, km. 4+050 - 4+250)   | sec. VII-VIII                       |            |                                                         | Încărcați imagine | Raportați eroare |
| 141955.08.01                               | Situl arheologic de la Sfărăuaș II (Autostrada Transilvania, tronson 3 C, km. 3+782 - 3+850) / ansamblu anonim (Tip: așezare)                                                                 | sat Marca, comuna Marca                       | Sfărăuaș II (Autostrada Transilvania, tronson 3 C, km. 3+782 - 3+850) |                                     |            | 47°13′17″N 22°35′32″E / 47.22139°N 22.59222°E           | Încărcați imagine | Raportați eroare |
| 141955.05.01                               | Situl arheologic de la Marca-Pusău-Autostrada Borș-Brașov, tronson 3 C, km. 2+300 - 4+350 / ansamblu anonim (Categorie: locuire) (Tip: Locuire)                                               | sat Marca, comuna Marca                       | Pusău-Autostrada Borș-Brașov, tronson 3 C, km. 2+300 - 4+350          |                                     |            |                                                         | Încărcați imagine | Raportați eroare |
| 141955.05.02                               | Situl arheologic de la Marca-Pusău-Autostrada Borș-Brașov, tronson 3 C, km. 2+300 - 4+350 / ansamblu anonim (Categorie: locuire) (Tip: Locuire)                                               | sat Marca, comuna Marca                       | Pusău-Autostrada Borș-Brașov, tronson 3 C, km. 2+300 - 4+350          |                                     |            |                                                         | Încărcați imagine | Raportați eroare |